# Palacio de la Moneda
El Palacio de La Moneda (en català, Palau de La Moneda) és la seu del President de la República de Xile, a la ciutat de Santiago de Xile. També allotja el Ministeri de l'Interior, la Secretaria General de la Presidència i la Secretaria General del Govern de Xile. Popularment se l'anomena com La Moneda.
S'ubica a la comuna de Santiago, entre els carrers Moneda (nord), Teatinos (oest), Morandé (est) i l'Alameda del Libertador Bernardo O'Higgins (sud). Al nord s'ubica la Plaça de la Constitució i al sud la Plaça de la Ciutadania. El president de Xile també utilitza el Palau de Cerro Castillo, a la ciutat de Viña del Mar, com a lloc de descans.

## Història del Palau
El palau, construït entre 1784 i 1812, fou usat originàriament per encunyar les monedes quan Xile era una colònia d'Espanya, el seu arquitecte va ser l'italià Joaquim Toesca. La inauguració oficial fou el 1805. Durant la independència es varen encunyar les primeres monedes de Xile com a estat independent. Toesca va fer les dobles parets de totxanes, de més d'un metre d'amplada, perquè l'edifici suporti els terratremols.
Baix el mandat del president Manuel Bulnes Prieto, el 1845, va passar a esdevenir la seu del govern i residència dels presidents de Xile. Tot i això l'encunyament de monedes es realitzà a l'edifici fins a l'any 1929. El 1932 es va construir la façana sud, que s'ubica mirant a l'Alameda, igual que les places del nord i sud del Palau. Va ser la residència oficial dels presidents fins en finalitzar la presidència de Carlos Ibáñez del Campo (1958). Tradicionalment l'edifici restava obert per al pas de vianants, fins a l'assassinat del general René Schneider el 1970, a partir d'aquell moment es va tancar per motius de seguretat.
Durant el cop d'Estat de 1973, en què fou derrocat el president Salvador Allende, l'edifici fou brutalment bombardejat, quedant parcialment destruït. Aquest atac va significar la pèrdua d'inavaluables tesors que s'acumularen durant la història com a seu del govern, i va ser així com va aparèixer la possibilitat de reconstruir-lo i restaurar i redistribuir totes les seves dependencies. Entre els béns perduts es troba l'Acta d'Independència de Xile de l'any 1818.

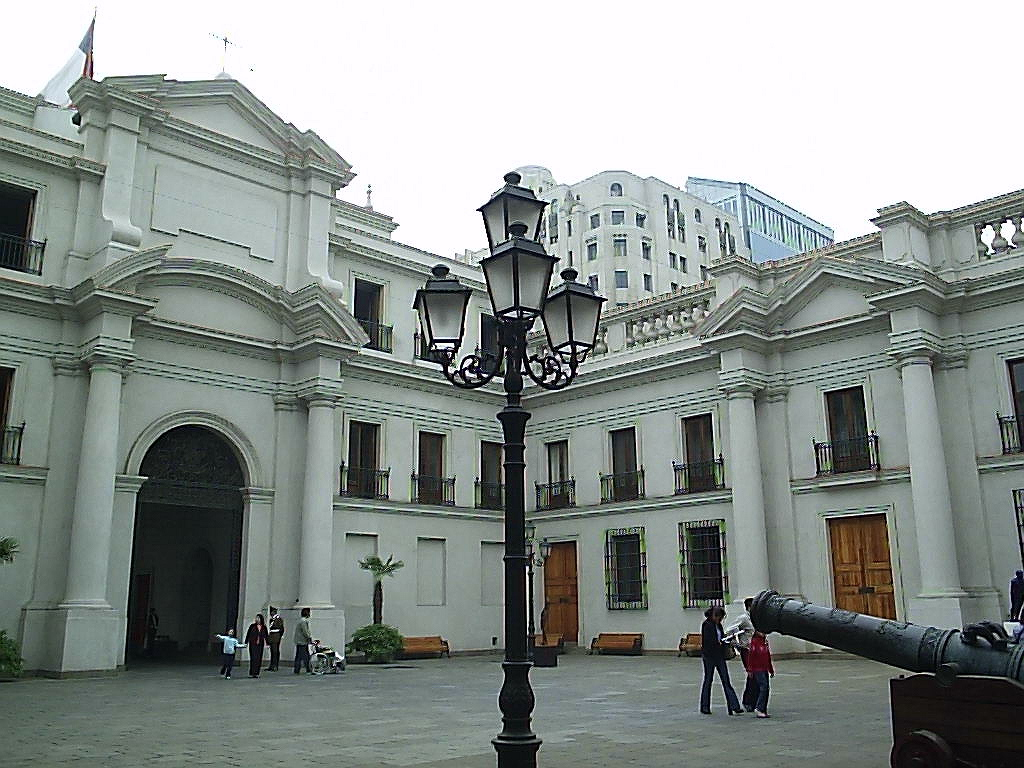
Pati dels canons

Durant el procés de reconstrucció, després del bombardeig i incendi de l'edifici, es van traslladar diverses oficines, es va modificar la seva distribució i es varen enderrocar certes dependencies afegides irregularment, amb la iniciativa de tornar la imatge original del Palau. Tot i això alguns símbols que tenia van desaparèixer. La tradicional porta del carrer Morandé 80 va ser clausurada, i el "Saló Independència", lloc on va morir el president Allende, fou suprimit. Diferents articles de valor històric i patrimonial va ser traslladats al Palau des de diferents museus, municipalitats i biblioteques. L'edifici va ser reinaugurat al mateix temps que Augusto Pinochet iniciava el seu període com a president sota la Constitució de 1980, l'11 de març de 1981. Durant tot el procés de reconstrucció la seu del govern era l'Edifici Diego Portales.
Després del retorn a la transició a la democràcia, durant el govern del president Ricardo Lagos, es va pintar la façana de l'edifici en el seu color original (blanc hivern), es va reobrir la famosa entrada pel carrer Morandé 80, al commemorar-se 30 anys del cop d'estat. Per l'esmentada entrada, el President podia entrar sense calguer passar per la porta principal del nord, al carrer Moneda i rebre els honors de la Guàrdia del Palau de Carrabiners de Xile. També era per on sortia de forma simbòlica després d'acabar el seu mandat presidencial.
La presidenta Michelle Bachelet va fer restaurar el saló on va morir el president Salvador Allende, incloent el mobiliari original i un quadre del pintor Aldo Bahamondes que retrata al president. Aquesta dependència fou inaugurada l'11 de setembre de 2008.
Durant el terratrèmol de Xile del 2010 va patir alguns danys menors, com la caiguda de frisos d'alguns patis interiors i fissures en alguns murs.